# Bondoyi
Bondoyi est une commune de la ville de Mwene-Ditu en république démocratique du Congo. 